# 殺意の証明
『殺意の証明』（さついのしょうめい、原題：In the 1st Degree）は、1995年にアメリカ合衆国のブローダーバンドより発売された法廷アドベンチャーゲームである。

## 概要
サンフランシスコ。著名な画廊のオーナー・バーンズが殺害される事件が発生した。発砲を認めた人気アーティスト・トビンは正当防衛を主張しているが、計画的犯行の筋も疑われている。
プレイヤーは検事補グレンジャーとなり、事情聴取や関係者へのインタビューを通じてトビンの殺意を証明し、第一級殺人罪 (First-degree murder) で有罪にすることが目的となる。
本編は実写映像を用いたテレビドラマ仕立てのインタラクティブムービーで、選択肢によってストーリー展開が変化するマルチエンディング形式となっている。
日本語吹替版は株式会社インタープログより発売。初回限定特典としてメイキング映像を収録したCD-ROMが付属する。

## 日本語版キャスト
- グレンジャー検事補（主人公） - 小川真司
- 裁判長 - 久米明
- チャールストン - 宮寺智子
- トビン - 池田秀一
- ローラ（ニュースキャスター） - 小山茉美
- フランク（ニュースキャスター） - 安原義人
- フリース - 坂口芳貞
- ルーパー警部 - 井上瑤
- イボンヌ（バーンズの妻） - 一柳みる
- ルビー - 佐々木優子
- サイモン - 辻谷耕史
- ヘイズ - 田村錦人